# 杜襲
杜襲（？—？），字子绪，颍川郡定陵县（今河南省叶县）人。東漢末及三國時曹魏官員。曾長期在關中地區戍守。

## 生平

### 早期
東漢末年與同郡人繁欽和趙儼一起到荊州避亂，獲荊州牧劉表以賓禮接待。當時繁欽的才能多次讓劉表驚異，甚受賞識，但杜襲稱自己來荊州是等待輔助明主，一建功勳的一天，認為劉表不是撥亂之主，不應委身輔助。於是再走到長沙郡。

### 建安時期
建安元年（196年），曹操迎漢獻帝遷都許昌，杜襲於是回到潁川，獲曹操任命為西鄂縣長。因為西鄂當地多盜賊，官員都徵集人民以保衛城池，不能務農，於是令土地荒蕪而人民生活困苦。杜襲上任後留下丁男保衛城池，容讓老弱者務農，令吏民都十分高興。
建安六年（202年），劉表以步騎一萬人攻西鄂，杜襲則召集五十多人，約誓抵抗，令到一些原本想自保的人都感動出戰；其他吏民都因為感謝杜襲的恩德而聽從杜襲的指揮。最終在戰場斬殺了敵軍數百人，但始終寡不敵眾，城池還是被攻破，杜襲更帶領傷兵和吏民突圍出城，收集餘眾到摩陂的軍營，期間吏民都沒有反叛。
後來司隸校尉鍾繇表他任議郎參軍事。後又獲荀彧推薦，被任為丞相軍祭酒。建安十八年（213年），曹操封魏公，建魏國，杜襲與王粲、和洽等同被任命為侍中。建安二十年（215年），杜襲改領丞相長史，隨同曹操征伐盤據漢中的張魯。
次年（216年）曹操回鄴城，任命杜襲為駙馬都尉，留督漢中軍事。期間成功勸導八萬多名漢中地區的人移居洛陽、鄴城地區。建安二十四年（219年），主將夏侯淵戰死，杜襲與郭淮為安定軍心，於是決定以張郃替代夏侯淵的位置，成功安定軍心。曹操撤出漢中後任命杜襲為留府長史，駐守關中。

### 曹魏時期
延康元年（220年），曹丕繼位魏王，賜杜襲爵關內侯。同年稱帝，又任命杜襲為督軍糧御史，封武平亭侯。後又先後任督軍糧執法和入朝任尚書。太和元年（227年），曹叡繼位，進封平陽鄉侯。
次年（228年）蜀漢丞相諸葛亮北伐，大將軍曹真領兵抵抗，並遷杜襲為大將軍軍師。太和五年（231年），曹真逝世，由司馬懿接替，杜襲亦轉任其軍師；諸葛亮寫信給司馬懿，請杜襲替他向孟建致意。後來稱病回朝，改任太中大夫。及後逝世，追贈少府，諡定侯。

## 性格特徵
- 杜襲勸諫時都婉轉而不是犯顏直諫，如當時许攸（與袁紹降將許攸不是同一人）坐擁部曲，不歸附曹操而且言辭傲慢。曹操知道後大怒，決意要討伐，群臣諫止但都不聽，杜襲於是不直接諫止，先問曹操許攸的能力是甚麼人，曹操說是凡人；杜襲於是說凡人是不會明白像曹操這種非凡的人的想法如何，如果攻打許攸，只會被認為是避強攻弱。而且許攸能力有限，亦不需曹操親征。曹操最後聽從，派人安撫許攸。許攸立刻降服。
- 杜襲早年即鄙視夏侯尚，稱尚「非有益之友」，從以前和夏侯尚要好的曹丕不以為意。及至後來夏侯尚因為寵幸愛妾而冷落了曹家宗室的正室夫人德陽鄉主，曹丕震怒，派人殺害尚妾。不料夏侯尚竟因悲傷過度，精神恍惚，做出挖墳、抱屍大哭的失態之舉，曹丕惱怒之餘道：“看來杜襲鄙視夏侯尚是有原因的。”但因念及舊誼，曹丕對夏侯尚的恩遇如故。[2]

## 家庭
曾祖父
- 杜安，年少被稱為神童，東漢官至巴郡太守，當時著名。

祖父
- 杜根，東漢官至濟陰太守，當時著名。

兄弟
- 杜基，太和年間分杜襲食邑而封關內侯。

兒
- 杜會，嗣子。

孫
- 杜毓[3]

## 评价
- 曹操：“释骐冀而不乘。焉皇皇而更索？”（《三国志·魏书·和常杨杜赵裴传第二十三》）
- 陈寿：“和洽清和干理，常林素业纯固，杨俊人伦行义，杜袭温粹识统，赵俨刚毅有度，裴潜平恒贞干，皆一世之美士也。”“初，（趙）俨与同郡辛毗、陳群、杜袭并知名，号曰『辛、陈、杜、赵』云。”（《三国志·魏书·和常杨杜赵裴传第二十三》）
- 刘咸炘：“此诸人皆扬历中外，而和、杜、赵、裴又皆自荆州归曹氏。”（《三国志集解》）

## 延伸阅读
[在维基数据编辑]
 《三國志/卷23》，出自陳壽《三國志》